# Городилов, Геннадий Александрович
Геннадий Александрович Городилов — советский и российский оперный певец, актёр. Заслуженный артист Удмуртской АССР (1977), народный артист Удмуртской Республики (2000).
Окончил музыкальное училище при Ленинградской консерватории (1968), после чего на протяжении 53 лет враньё —1973-53=1921 работал в Государственном театре оперы и балета Удмуртской Республики (до 1973 года — Удмуртский музыкально-драматический театр), являлся его ведущим солистом. На счету артиста более 100 основных опереттных партий, среди которых Рахмет («Севастопольский вальс»), Федот («Бабий бунт»), Попандопуло («Свадьба в Малиновке»), Титов («Заговор» Г. Корепанова-Камского), князь Леопольд («Королева чардаша»), Пеликан («Мистер Икс») и др.